# Eiskunstlauf-Weltmeisterschaften 1950
Die 41. Eiskunstlauf-Weltmeisterschaften fanden vom 6. bis 8. März 1950 in der Wembley Arena in London (Vereinigtes Königreich) statt.

## Ergebnisse

### Herren
| Platz | Sportler           | Land                   |
| ----- | ------------------ | ---------------------- |
| 1     | Richard Button     | Vereinigte Staaten     |
| 2     | Ede Király         | Ungarn                 |
| 3     | Hayes Alan Jenkins | Vereinigte Staaten     |
| 4     | Helmut Seibt       | Österreich             |
| 5     | Austin Holt        | Vereinigte Staaten     |
| 6     | Michael Carrington | Vereinigtes Königreich |
| 7     | Reg Park           | Australien             |
| 8     | Roger Wickson      | Kanada                 |
| 9     | Per Cock-Clausen   | Dänemark               |

- Schiedsrichter: James Koch  Schweiz
- Assistenzschiedsrichter: Gustavus F. C. Witt  Niederlande

Punktrichter waren:
- Fritz Kachler  Österreich
- Mr. N. V. S. Gregory  Kanada
- Mr. H. Meistrup  Dänemark
- Capt. Graham Sharp  Vereinigtes Königreich
- Mr. Elemér Terták  Ungarn
- A. Huber  Schweiz
- Harold G. Storke  Vereinigte Staaten

### Damen
| Platz | Sportlerin         | Land                   |
| ----- | ------------------ | ---------------------- |
| 1     | Alena Vrzáňová     | Tschechoslowakei       |
| 2     | Jeannette Altwegg  | Vereinigtes Königreich |
| 3     | Yvonne Sherman     | Vereinigte Staaten     |
| 4     | Suzanne Morrow     | Kanada                 |
| 5     | Sonya Klopfer      | Vereinigte Staaten     |
| 6     | Jacqueline du Bief | Frankreich             |
| 7     | Virginia Baxter    | Vereinigte Staaten     |
| 8     | Jiřina Nekolová    | Tschechoslowakei       |
| 9     | Marlene Smith      | Kanada                 |
| 10    | Barbara Wyatt      | Vereinigtes Königreich |
| 11    | Andra McLauchlin   | Vereinigte Staaten     |
| 12    | Dagmar Lerchová    | Tschechoslowakei       |
| 13    | Valda Osborn       | Vereinigtes Königreich |
| 14    | Beryl Bailey       | Vereinigtes Königreich |

- Schiedsrichter: Major Kenneth M. Beaumont  Vereinigtes Königreich
- Assistenzschiedsrichter: Gustavus F. C. Witt  Niederlande

Punktrichter waren:
- Mr. A. Voordeckers  Belgien
- Mr. N. V. S. Gregory  Kanada
- J. Hainz  Tschechoslowakei
- Mr. H. Meistrup  Dänemark
- Georges Torchon  Frankreich
- Major G. S. Yates  Vereinigtes Königreich
- Harold G. Storke  Vereinigte Staaten

### Paare
| Platz | Sportlerin                           | Land                   |
| ----- | ------------------------------------ | ---------------------- |
| 1     | Karol Kennedy / Peter Kennedy        | Vereinigte Staaten     |
| 2     | Jennifer Nicks / John Nicks          | Vereinigtes Königreich |
| 3     | Marianna Nagy / László Nagy          | Ungarn                 |
| 4     | Eliane Steinemann / André Calame     | Schweiz                |
| 5     | Suzanne Gheldorf / Jacques Rénard    | Belgien                |
| 6     | Elly Stärck / Harry Gareis           | Österreich             |
| 7     | Marlene Smith / Donald Gilchrist     | Kanada                 |
| 8     | Joan Waterhouse / Gordon Holloway    | Vereinigtes Königreich |
| 9     | Liliane de Becker / Edmond Verbustel | Belgien                |
| 10    | Irene Maguire / Walter Muehlbronner  | Vereinigte Staaten     |
| 11    | Sybil Cooke / Bob Hudson             | Vereinigtes Königreich |
| 12    | Denise Favart / Jacques Favart       | Frankreich             |

- Schiedsrichter: Walter S. Powell  Vereinigte Staaten

Punktrichter waren:
- Mr. Fritz Kachler  Österreich
- Mr. A. Voordeckers  Belgien
- Mr. N. V. S. Gregory  Kanada
- Mr. H. Meistrup  Dänemark
- Georges Torchon  Frankreich
- Cap. E. H. C. Yates  Vereinigtes Königreich
- Mr. Elemér Terták  Ungarn
- A. Huber  Schweiz
- Harold G. Storke  Vereinigte Staaten

## Medaillenspiegel
| Platz | Land                   | Gold | Silber | Bronze | Gesamt |
| ----- | ---------------------- | ---- | ------ | ------ | ------ |
| 1     | Vereinigte Staaten     | 2    | –      | 2      | 4      |
| 2     | Tschechoslowakei       | 1    | –      | –      | 1      |
| 3     | Vereinigtes Königreich | –    | 2      | –      | 2      |
| 4     | Ungarn                 | –    | 1      | 1      | 2      |